# 石山透
石山 透（いしやま とおる、1927年〈昭和2年〉5月15日 - 1985年〈昭和60年〉12月3日）は、日本の脚本家。主に1960年代、70年代にNHKテレビの少年少女ドラマで人気を博した。
北海道小樽市出身。本名は笹岡幸司。

## 経歴
9歳で神奈川県に移住。科学を志し、東京高等学校理科に学ぶが断念、卒業後は学友の熊倉一雄らとともに劇団「感覚座」を主宰。このころから脚本・演出も手がける。1950年頃から、ラジオ・テレビを中心に脚本家としての活動を開始。
1952年にNHK札幌放送劇団に入団。同局の専属作家となり、1956年にラジオドラマ『パイロット・ファーム』で文部省芸術祭奨励賞受賞。1959年にNHK東京の専属作家となり、同年の『ピエロが泣いた』でテレビのシナリオ作家としてデビュー。1971年、筒井康隆の『時をかける少女』を大幅に膨らませた、少年ドラマシリーズ第一作『タイム・トラベラー』が好評で、オリジナル続編を執筆し、自身で『続・時をかける少女』として小説化。ついで1973年、NHK人形劇『新八犬伝』のシナリオを担当し、これが大ヒット、1977年にはNHK時代ドラマ『鳴門秘帖』、1979年からは人形劇『プリンプリン物語』のシナリオを担当、『ラーマーヤナ』の世界を下敷きに独自の味を醸しだした。
SF的発想と、現代ならメタ・ドラマと呼ばれるような独自の楽屋落ちに才腕を揮い、「児童ドラマ」の枠を超えた先進的なテレビドラマを作り出した。58歳で死去。

## 主な脚本作品
- ピエロが泣いた（1959年）
- ママと私たち（1960年）
- ふしぎな少年（手塚治虫原作。NHK、1961年）
- 大岡政談 池田大助捕物帳 （野村胡堂原作。NHK、1966年）
- タイム・トラベラー（筒井康隆原作。NHK、1972年）
- 続 タイムトラベラー（NHK、1972年）
- 怪人オヨヨ（小林信彦原作。NHK、1972年）
- 新八犬伝（曲亭馬琴原作。NHK、1973年）
- 鳴門秘帖（吉川英治原作。NHK、1977年）
- プリンプリン物語（NHK、1979年）

## 著書
- 新八犬伝 全3巻 重金敦之ノベライズ 日本放送出版協会, 1974-75
- 続・時をかける少女 鶴書房盛光社 1978
- タイム・トラベラー 大和書房 1984